# Hoài Ân
Hoài Ân là một huyện cũ thuộc tỉnh Bình Định cũ, Việt Nam.

## Địa lý
Huyện Hoài Ân nằm ở phía bắc của tỉnh Bình Định, có vị trí địa lý:
- Phía đông giáp thị xã Hoài Nhơn và huyện Phù Mỹ
- Phía tây giáp huyện Vĩnh Thạnh
- Phía nam giáp huyện Phù Cát
- Phía bắc giáp huyện An Lão.

Theo thống kê năm 2019, huyện có diện tích 744,1 km², dân số là 85.700 người, mật độ dân số đạt 115 người/km².
Trong đó có 5 xã có người dân tộc Ba Na, H're sinh sống, đó là Bok Tới, Dak Mang, Ân Sơn, Ân Tường Đông và Ân Mỹ. Ngoài ra có các dân tộc thiểu số khác sống xen kẽ với người kinh như Xơ Đăng: 8 người, Ê Đê: 6 người, Mường: 6 người, Chăm: 5 người, Gia Rai: 5 người, Tày: 4 người, Thái: 4 người, Hoa: 4 người, Dao 4 người, Khơ me: 2 người, Nùng: 2 người, Cơ Tu, Co mỗi dân tộc 1 người (theo kết quả tổng điều tra dân số năm 2010).

## Hành chính
Huyện Hoài Ân có 15 đơn vị hành chính cấp xã trực thuộc, bao gồm thị trấn Tăng Bạt Hổ (huyện lỵ) và 14 xã: Ân Đức, Ân Hảo Đông, Ân Hảo Tây, Ân Hữu, Ân Mỹ, Ân Nghĩa, Ân Phong, Ân Sơn, Ân Thạnh, Ân Tín, Ân Tường Đông, Ân Tường Tây, Bok Tới, Dak Mang.

## Lịch sử
Ngày 24 tháng 8 năm 1981, huyện Hoài Ân thuộc tỉnh Nghĩa Bình được tái lập, bao gồm 11 xã: Ân Đức, Ân Hảo, Ân Hữu, Ân Nghĩa, Ân Phong, Ân Sơn, Ân Thạnh, Ân Tín, Ân Tường, Đắk Mang và Bok Tới.
Ngày 7 tháng 11 năm 1986, thành lập thị trấn Tăng Bạt Hổ, thị trấn huyện lỵ huyện Hoài Ân trên cơ sở điều chỉnh một phần diện tích và nhân khẩu của các xã Ân Thạnh, Ân Đức, Ân Phong; chia xã Ân Tín thành 2 xã: Ân Tín và Ân Mỹ.
Năm 1989, huyện Hoài Ân thuộc tỉnh Bình Định vừa tái lập.
Ngày 4 tháng 9 năm 1998, chia xã Ân Tường thành 2 xã: Ân Tường Đông và Ân Tường Tây.
Ngày 11 tháng 4 năm 2007, chia xã Ân Hảo thành 2 xã: Ân Hảo Đông và Ân Hảo Tây.
Huyện Hoài Ân có 1 thị trấn và 14 xã như hiện nay.
Ngày 18 tháng 6 năm 2025, Ủy ban Thường vụ Quốc hội ban hành nghị quyết số 1664/NQ-UBTVQH15 về việc sắp xếp đơn vị hành chính cấp xã của tỉnh Gia Lai mới sau khi sáp nhập với tỉnh Bình Định. Theo đó, từ ngày 1 tháng 7 năm 2025, các xã mới được thành lập từ diện tích và quy mô dân số của thành phố Hoài Ân bao gồm:
- Xã Hoài Ân được thành lập từ việc sắp xếp Tăng Bạt Hổ (thị trấn) và xã Ân Phong, xã Ân Đức, xã Ân Tường Đông
- Xã Ân Tường được thành lập từ việc sắp xếp xã Ân Tường Tây, xã Ân Hữu và xã Đắk Mang.
- Xã Kim Sơn được thành lập từ việc sắp xếp xã Ân Nghĩa và xã Bok Tới
- Xã Vạn Đức được thành lập từ việc sắp xếp các xã Ân Sơn, xã Ân Tín và xã Ân Thạnh
- Xã Ân Hảo được thành lập từ việc sắp xếp xã Ân Hảo Tây, xã Ân Hảo Đông và xã Ân Mỹ.

## Giao thông
Hoài Ân không có quốc lộ chạy qua, phía bắc có tỉnh lộ 629 nối với Quốc lộ 1 tại Bồng Sơn, Hoài Nhơn, chạy qua địa phận 2 xã Ân Mỹ, Ân Hảo Đông lên tới huyện lỵ An Lão và đi Ba Tơ, Quảng Ngãi; phía nam có tỉnh lộ 630 nối với Quốc lộ 1 tại cầu Dợi, Hoài Đức, Hoài Nhơn, chạy qua thị trấn Tăng Bạt Hổ, xã Ân Đức, xã Ân Tường Tây, xã Ân Nghĩa, lên huyện Kbang, Gia Lai nối với tỉnh lộ 637 qua huyện lỵ Vĩnh Thạnh và nối với quốc lộ 19 tại vườn Xoài, Tây Thuận, Tây Sơn. Ngoài ra còn có tỉnh lộ 631 nối với Quốc lộ 1 tại đèo Nhông, Mỹ Trinh, Phù Mỹ chạy qua địa phận xã Ân Tường Đông tới Gò Loi, Tân Thạnh, Ân Tường Tây giáp với tỉnh lộ 630.
Trong tương lai gần (theo kế hoạch cơ bản thông toàn tuyến vào năm 2020) có đường bộ cao tốc bắc nam chạy qua địa phận xã Ân Thạnh, thị trấn Tăng Bạt Hổ, xã Ân Phong, xã Ân Tường Đông huyện Hoài Ân(cuối tháng 4 năm 2011 đã khảo sát cắm mốc trên địa bàn huyện).

## Du lịch
- Thác Đổ, thác Trà Lan (Trà Cơi) (Nghĩa Điền-Ân Nghĩa, Bók Tới - Ân Nghĩa) là những ngọn thác đẹp. Tại đây, đặc biệt là vào dịp lễ Tết có rất nhiều người đến tham quan ngắm cảnh.
- Hồ Thạch Khê (Ân Tường Đông) là một hồ chứa nước lớn đầu tiên ở huyện phục vụ công tác tưới tiêu cho nông nghiệp.
- Hồ Vạn Hội (thôn Vạn Hội, Ân Tín) là một hồ chứa nước lớn nhất huyện (tính đến năm 2007) phục vụ công tác tưới tiêu cho nông nghiệp.
- Thác Đổ (Tân Xuân-Ân Hảo),Thác Đá Dàn (Bình Hòa-Ân Hảo):là những ngọn thác đẹp vv...

## Giáo dục
Hoài Ân có 4 trường trung học phổ thông: Trường PTTH Nguyễn Bỉnh Khiêm, PTTH Hoài Ân ở thị trấn Tăng Bạt Hổ, PTTH Võ Giữ ở xã Ân Mỹ và PTTH Trần Quang Diệu ở xã Ân Tường Tây.
Có 12 trường THCS (theo xã, thị trấn): Ân Nghĩa, Ân Hữu, Phổ thông Dân tộc nội trú (xã Ân Hữu), Ân Tường Tây, Ân Tường Đông, Ân Đức, Tăng Bạt Hổ, Ân Thạnh, Ân Tín, Ân Hảo Đông, Ân Hảo Tây, Ân Mỹ.
Có 19 trường Tiểu học (theo xã, thị trấn): BokToi, Đakmang, Số 1 Ân Nghĩa, Số 2 Ân Nghĩa, Ân Hữu, Số 1 Ân Tường Tây, Số 2 Ân Tường Tây, Ân Tường Đông, Số 1 Ân Đức, Số 2 Ân Đức, Tăng Bạt Hổ, Ân Phong, Ân Thạnh, Tăng Doãn Văn (xã Ân Thạnh), Số 1 Ân Tín, Số 2 Ân Tín, Ân Mỹ, Ân Hảo Tây, Ân Hảo Đông.
Có 10 trường Mẫu giáo: Vùng cao (Làng T2, xã BokToi, thu nhận trẻ Mẫu giáo của 3 xã: BokToi, Đakmang, Ân Sơn), Ân Hữu, Ân Tường Đông, Ân Tường Tây, Ân Phong, Ân Thạnh, Ân Tín, Ân Mỹ, Ân Hảo Đông, Ân Hảo Tây.
Có 4 trường Mầm non: Ân Nghĩa, 19-4 (Thị trấn Tăng Bạt Hổ), Tăng Bạt Hổ, Ân Đức.
Có 01 cơ sở Mầm non tư thục Hồng Nhung (Thị trấn Tăng Bạt Hổ).
Tại thời điểm tháng 4 năm 2011 các trường học đã được kết nối mạng Internet đến điểm trường chính. Riêng 3 trường Mẫu giáo Vùng cao, Tiểu học BokToi, Tiểu học Đakmang phải dùng mạng không dây di động ở nơi khác vì điểm chính chưa đủ điều kiện.

## Kết nghĩa
- huyện Thạch Hà, Hà Tĩnh